# Zivkovicia
Die Zivkovicia sind eine Gattung einzelliger, beschalter Amöben und gehört zur Familie der Difflugiidae. Die drei Arten finden sich in den Sedimenten von Süßgewässern.

## Merkmale
Das Gehäuse der Vertreter der Zivkovicia besteht aus einem organischen Kitt, in den mineralische Partikel eingebunden sind. Es ist birnenförmig, mit einer deutlichen Einschnürung, die allerdings gelegentlich von größeren mineralischen Partikeln verdeckt werden kann. Im Querschnitt ist das Gehäuse rund oder leicht abgeflacht. Die runde Mundöffnung befindet sich am Ende, im Inneren ist das Gehäuse zweigeteilt, der trennende Abschnitt ist allerdings durch zwei kreisförmige Öffnungen durchlässig gestaltet.

## Systematik
Die Gattung wurde 1987 von Colin G. Ogden gültig erstbeschrieben, nachdem seine erste Beschreibung von 1983 sich als formal ungültig herausstellte. Typusart ist Zivkovicia compressa. Die Gattung umfasst drei Arten:
- Zivkovicia compressa
- Zivkovicia flexa
- Zivkovicia spectabilis

## Nachweise
1. 1 2 3  Colin G. Ogden: The taxonomic status of the genera Pontigulasia, Lagenodifflugia and Zivkovicia (Rhizopoda: Difflugiidae), In: Bulletin of the British Museum (Natural History) Zoology, 52:1, 1987, S. 13